# Jack Peñate
Jack Fabian Peñate (Blackheath, 2 september 1984) is een singer-songwriter van Engelse en Spaanse afkomst. Hij krijgt veel lof voor zijn liveoptredens.

## Jack's Basement
Op de middelbare school (Alleyn's School) richtte Peñate de band Jack's Basement op, samen met Felix White van The Maccabees. Jack Peñate zei ooit in een interview dat hij, toen hij met de band begon, altijd al een solocarrière wilde starten.

## Discografie

### Singles
- Second Minute or Hour (2006)
- Spit At Stars (2007)
- Torn On The Platform (2007)
- Second Minute or Hour (2007)
- Have I Been A Fool (2007)
- Tonight's Today (2009)
- Be The One (2009)

### Albums
- Matinée (2007)
- Everything is New (2009)